# Фруктовый салат
Фруктовый салат, десертный салат — салат из смеси различных свежих фруктов, нарезанных небольшими кусочками.

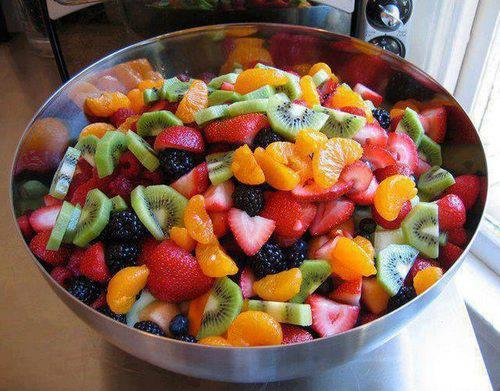
Фруктовый салат

В традиционный рецепт входят яблоко, груша, апельсин, десертный банан. Иногда добавляется виноград без косточек, ананас и мандарин. Фруктовый салат посыпают обычным или коричневым сахаром или добавляют мёд, шоколад. Для придания вкуса также используется изюм, молотый миндаль или лесной орех. Во фруктовые салаты иногда также добавляют лимонный сок для придания салату свежести и сохранения внешнего вида фруктов. Особую ноту фруктовому салату придаёт небольшое количество рома, коньяка или ликёра. Салат традиционно не имеет заправки, однако можно использовать взбитые сливки, йогурт или сметану. В Андалусии готовят ремохон — солёный или сладкий фруктовый салат из апельсинов, заправленный оливковым маслом.
Фруктовый салат подают обычно в качестве десерта, нередко в форме салат-коктейля в фужерах, широких бокалах или креманках. Салат рекомендуется подавать охлаждённым. Срок хранения фруктового салата даже в холодильнике весьма ограничен. Похожее десертное блюдо французского происхождения — маседуан. Американский фруктовый салат из ненарезанных фруктов называется «свеча».